# كانتون نيدفالدن
كانتون نيدفالدن (بالألمانية: Kanton Nidwalden، بالفرنسية: Canton de Nidwald، بالإيطالية: Canton Nidvaldo) هو واحد من كانتونات سويسرا. يتألف من إحدى عشرة بلدية، ويقع مقر الحكومة والبرلمان في ستانس. وتُعتبر تقليديًا "نصف كانتون"، والنصف الآخر هو كانتون أوبفالدن.

## أعلام
- كريستوف لامبرت